# Brevicellicium allantosporum
Brevicellicium allantosporum är en svampart som beskrevs av Hjortstam & Ryvarden 1980. Brevicellicium allantosporum ingår i släktet Brevicellicium och familjen Hydnodontaceae.   Inga underarter finns listade i Catalogue of Life.